# Bifidobacterium
Genre
Bifidobacterium (nom vernaculaire bifidobactérie ou bifidus) est un genre d’actinobactéries bifidobacteriales anaérobies à Gram positif. Ces bactéries sont constituées de bacilles de forme irrégulière, anaérobies stricts, présentant un test négatif pour la catalase, immobiles.
Les bifidobactéries appartiennent à la famille des bactéries lactiques. Elles participent à la fermentation du lait dans le cadre de la fabrication de fromages et de préparations similaires aux yaourts. De plus, elles produisent de grandes quantités d'acide lactique, ce qui entraîne une baisse du pH qui leur est favorable et qui inhiberait la croissance d'autres germes. Les Bifidobacterium sont des bactéries tumoricides.

## Étymologie et histoire
Le nom de genre Bifidobacterium dérive du latin bifidus « fendu, partagé en deux » et du latin scientifique du XIXe siècle bacterium (« bactérie »). Ce dernier a été créé par Christian Gottfried Ehrenberg en 1838 à partir du latin bacterium « bâton » et traduit en français par « bactérie ».
En 1899, Henry Tissier, un pédiatre de l’Institut Pasteur, fut le premier à isoler une bifidobacterium, dans les selles d’un nourrisson. Il l’appela Bacillus bifidus en raison de sa morphologie bifide en Y.
En 1924, Sigurd Orla-Jensen de Copenhague, reconnut le genre Bifidobacterium comme un taxon séparé mais en raison des similarités avec le genre Lactobacillus, les bifidobactéries furent classées par les bactériologistes dans le genre Lactobacillus, comme on le voit encore en 1957 dans la 7e édition de Bergey’s Manual of Determinative Bacteriology où Bacillus bifidus est classé sous le nom de Lactobacillus bifidus.
En 1957, Dehnart reconnut pour la première fois de multiples biotypes de bifidobactéries sur la base des modes de fermentations des glucides. Ce qui ouvrit la voie à Reuter en 1963 pour décrire 7 nouvelles espèces de bifidobactérie (à côté de B. bifidus) : Bifidobacterium infantis, B. liberorum, etc., différenciées sur la base de la fermentation et de traits sérologiques.
En 1974, la huitième édition du Bergey’s Manual of Determinative Bacteriology reconnaît Bifidobacterium comme un genre à part entière, comprenant 11 espèces. En 2012, le Bergey's Manual of Systematic Bacteriology donne 32 espèces et The Taxonomicon en ligne donne 44 espèces (sept. 2018).

## Morphologie

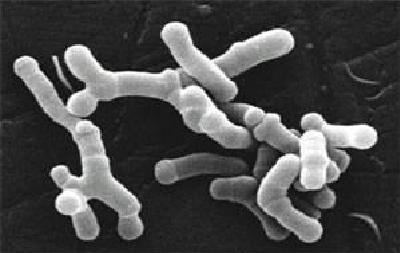
Bifidobacterium longum en microscopie électronique.

Bifidobacterium (espèce type Lactobacillus bifidus) est un bacille à gram positif, immobile, avec une morphologie ramifiée. Ce genre bactérien est physiologiquement proche des actinomycètes.
Elles peuvent être isolées, associées en longues chaînes ou en amas.
Les bactéries peuvent être courtes, régulières, fines avec des extrémités effilées, ovoïdes ou longues et légèrement courbées.
Elles peuvent aussi former des protubérances et toutes sortes de ramifications. Les extrémités peuvent être légèrement fourchues ou spatulées.

## Métabolisme

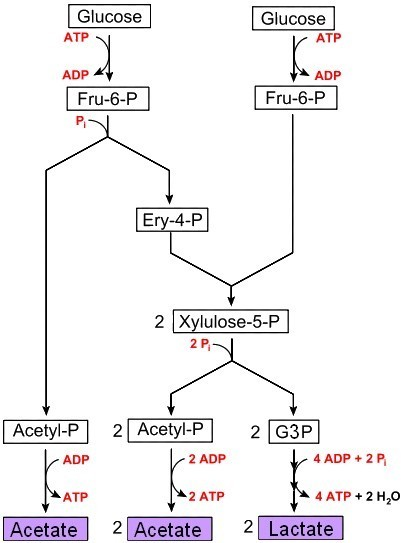
Fermentation lactique chez les Bifidobactéries.

Bifidobacterium est anaérobie stricte, nitrate réductase et sa croissance nécessite une assez forte teneur en dioxyde de carbone CO2.Toutefois quelques espèces tolèrent O2 mais uniquement en présence de CO2. Quelques espèces décrites récemment, comme B. psychraerophilum (2004), B. scardovii (2002) et B. sturumiense (2008), peuvent croître en milieu aérobie.
Elle est le siège d'une fermentation hétérolactique, c'est-à-dire la fabrication d'acide lactique associé à de l'acétate, sans dégagement gazeux.
On met en évidence la 6-phosphocétolase pour caractériser les bifidobactéries. Cette enzyme permet la transformation directe du glucose en fructose-6-phosphate, ce qui pallie l'absence de la glucose-6-phosphate déshydrogénase. Ces bactéries utiliseront ensuite la voie des pentoses phosphates pour transformer le glucose en lactate et acétate.
La réaction globale de cette fermentation est : 
{\displaystyle {\ce {Glucose + 2,5 ADP + 2,5 Pi -> Lactate + 1,5 Acetate + 2,5 ATP}}}

## Culture
On peut isoler les bifidobactéries sur le milieu TPY (Tryptone Phytone Yeast extract). Elles se développent dans une atmosphère riche en CO2 après une incubation à 40 °C pendant 72h.
 Les géloses TGY-dicloxacilline ou NPNL peuvent être utiles pour caractériser une contamination fécale par Bifidobacterium.

## Sécrétion
Les produits de la fermentation des bifidobactéries (acides lactique et acétique) interviennent dans le goût.
L'acidité induite par ces acides permet la conservation des aliments en inhibant le développement d'autres bactéries.

## Espèces du genre Bifidobactérium
Il existe 44 espèces de Bifidobacterium,.
- Bifidobacterium actinocoloniiforme Killer et al. 2011
- Bifidobacterium adolescentis
- Bifidobacterium aesculapii Modesto et al. 2014
- Bifidobacterium angulatum
- Bifidobacterium animalis
  - Bifidobacterium animalis subsp. animalis (Mitsuoka 1969) Masco et al. 2004
  - Bifidobacterium animalis subsp. lactis (Meile et al. 1997) Masco et al. 2004
- Bifidobacterium asteroides
- Bifidobacterium biavatii
- Bifidobacterium bifidum
- Bifidobacterium bohemicum
- Bifidobacterium bombi
- Bifidobacterium boum
- Bifidobacterium breve, colonise le gros intestin des nourrissons.
- Bifidobacterium callitrichos
- Bifidobacterium catenulatum
- Bifidobacterium choerinum
- Bifidobacterium coryneforme
- Bifidobacterium cunniculi
- Bifidobacterium dentium, rencontré dans les caries et les abcès dentaires.
- Bifidobacterium faecale
- Bifidobacterium gallicum
- Bifidobacterium gallinarum
- Bifidobacterium indicum
- Bifidobacterium kashiwanohense
- Bifidobacterium longum, retrouvé dans l'intestin de l'enfant et de l'adulte intervient dans l'équilibre de la flore intestinale[16].
  - Bifidobacterium longum subsp. longum (Reuter 1963) Mattarelli et al. 2008
  -  Bifidobacterium longum subsp. infantis (Reuter 1963) Mattarelli et al. 2008
  -  Bifidobacterium longum subsp. suis (Matteuzzi et al. 1971) Mattarelli et al. 2008
- Bifidobacterium magnum
- Bifidobacterium merycicum
- Bifidobacterium minimum
- Bifidobacterium mongoliense
- Bifidobacterium moukalabense
- Bifidobacterium pseudocatenulatum
- Bifidobacterium pseudolongum
  - sous-espèce globosum
  - sous-espèce pseudolongum
- Bifidobacterium psychroaerophilum
- Bifidobacterium pullorum
- Bifidobacterium reuteri
- Bifidobacterium ruminantium
- Bifidobacterium saeculare
- Bifidobacterium saguini
- Bifidobacterium scardovii
- Bifidobacterium stellenboschense
- Bifidobacterium stercoris
- Bifidobacterium subtile
- Bifidobacterium thermacidophilum
- Bifidobacterium thermophilum
  - sous-espèce thermacidophilum
  - sous-espèce porcinum
- Bifidobacterium tsurumiense

La plus représentative est Bifidobacterium bifidum, elle prédomine dans l'intestin du nouveau-né où elle facilite la digestion de la N-acétylglucosamine, présente dans le lait maternel. En effet, sa croissance serait stimulée par le lait maternel. De plus, de nombreuses espèces sont utilisées comme probiotiques, plus particulièrement Bifidobacterium bifidum, Bifidobacterium breve et Bifidobacterium lactis.

## Bénéfices probiotiques
Un probiotique est un micro-organisme dont l'apport comme additif alimentaire est considéré comme bénéfique pour la santé de l'homme outre son apport nutritionnel.
Le facteur bifidogène, naturellement présent au niveau intestinal et dans les laits infantiles, permet la prolifération des bifidobactéries, ce qui entraine un effet anti-infectieux. Ce facteur est considéré comme protecteur vis-à-vis des infections exogènes.
L'effet bifidus : Il a été montré que les bactéries du yaourt permettent une meilleure absorption du lactose chez les adultes déficients en lactase intestinale. Elles seraient à l'origine d'une disparition des problèmes digestifs suivant l'absorption de lait cru. Ces effets bénéfiques disparaissent si le lait a été chauffé, on peut donc mettre en évidence l'action des bactéries vivantes pour pallier l'absence de lactase intestinale[réf. obsolète].
Il faut noter que les préparations laitières faites sans Lactobacillus bulgaricus, ou avec d'autres bactéries comme le bifidus n'ont pas le droit d'être appelées « yaourt » en France comme dans le reste de l'Union européenne.
La souche Bifidobacterium lactis (Bb 12) utilisée dans des formules infantiles aurait un impact sur la santé du nourrisson. En effet elle stimulerait la production d'IgA, l'activité phagocytaire et la croissance des bébés. Elle diminuerait l'eczéma atopique et préviendrait des diarrhées à rotavirus.
Des métabolites de bifidobactérium sont également utilisés en cosmétique pour leur effet de stimulation des mécanismes de réparation de l'ADN à la suite de dommages UV (tests in vitro et ex vivo sur l'ingrédient issus de la lyse de ces bactéries = taux d'incorporation dans l'ADN de thymine marquée au tritium ou de bromodeoxyuridine).